# Novibipalium
Genre
Novibipalium est un genre de vers plats terrestres de la famille des Geoplanidae (sous-famille des Bipaliinae).

## Description
Les espèces de Novibipalium sont très similaires à celles du genre Bipalium avec une tête en forme de demi-lune, mais en diffèrent par leur appareil copulateur qui ne dispose pas de papille pénienne fortement développée mais, à la place, d'un ensemble de plis qui se retroussent pendant l'accouplement créant un pénis temporaire.

## Systématique
Le nom valide complet avec auteur de ce taxon est Novibipalium Kawakatsu, Ogren & Froehlich, 1998.

### Liste des espèces
Selon la base de données World Register of Marine Species (19 janvier 2024), le genre Novibipalium contient les espèces suivantes :
- Novibipalium alterifuscatum Kawakatsu, Ogren & Froehlich, 1998
- Novibipalium falsifuscatum Kawakatsu, Ogren & Froehlich, 1998
- Novibipalium miyukiae Kawakatsu, Sluys & Ogren, 2005[2]
- Novibipalium murayamai Kawakatsu, Sluys & Ogren, 2005[2]
- Novibipalium pseudophallicum (de Beauchamp, 1925) Sola, Sluys, Riutort & Kawakatsu
- Novibipalium rhynchophorum Solà & Sluys, 2023
- Novibipalium trifuscostriatum (Kaburaki, 1922). Cette espèce pourrait être l'espèce type du genre Novibipalium[Publ. orig. 1].
- Novibipalium venosum (Kaburaki, 1922)

### Publication originale
1. 1 2  M. Kawakatsu, R. E. Ogren et E. M. Froehlich, « The taxonomic revision of several homonyms in the genus Bipalium, family Bipaliidae (Turbellaria, Seriata, Tricladida, Terricola) », The Bulletin of Fuji Women's College, 2e série, vol. 36,‎ 1998, p. 83–93 (lire en ligne)